# Гудвилли, Дэвид
Дэ́вид Гудви́лли (англ. David Goodwillie; 28 марта 1989, Стерлинг, Шотландия) — шотландский футболист, нападающий. Игрок национальной сборной своей страны.
«Молодой игрок года в Шотландии» по версии футболистов Профессиональной футбольной ассоциации Шотландии по итогам сезона 2010/11. В том же сезоне Гудвилли удостоился той же награды и от журналистов страны.

## Клубная карьера

### «Данди Юнайтед» и «Рэйт Роверс»
Дэвид родился 28 марта 1989 года в шотландском городе Стерлинг. С детства увлекался футболом, выступал за местную команду «Карс Тисл» (англ. Carse Thistle).
В 2003 году 14-летний Гудвилли был приглашён в футбольную Академию клуба «Данди Юнайтед», который сразу же объявил, что в ряды команды пришёл игрок исключительного таланта. Это заявление породило в прессе сравнения Дэвида с известным шотландским нападающим Данканом Фергюсоном, который на заре своей карьеры проделал тот же путь — из «Карс Тисл» в «Данди Юнайтед». В июле 2004 года Гудвилли был привлечён к предсезонным играм за «оранжево-чёрных». На турнире «Evening Telegraph Challenge Cup» сыграл один матч, выйдя на замену на 77-й минуте финального поединка соревнования против клуба «Данди».
18 ноября 2005 года Дэвид подписал с «Данди Юнайтед» свой первый профессиональный контракт. А в последний день этого же года состоялся дебют Гудвилли в официальном матче «оранжево-чёрных» — юный футболист, выйдя на замену вместо Джеймса Макинтайра, поучаствовал в игре своей команды против глазговского клуба «Рейнджерс».
4 марта 2006 года, поразив ворота «Хиберниана», Дэвид открыл счёт своим голам за «Данди Юнайтед». Тем самым он побил рекорд шотландской Премьер-лиги, став самым молодым игроком, которому удалось забить мяч. Это достижение было перекрыто лишь через четыре года, когда в матче между «Хартс» и «Абердином» отличился ещё более юный полузащитник «красных» Фрейзер Файви. В своём дебютном сезоне во «взрослом» футболе Дэвид сыграл десять игр, во всех из них появившись на замену в конце матчей.
В октябре 2006 года Гудвилли подписал с «Юнайтед» новое соглашение о сотрудничестве, по которому он оставался игроком «оранжево-чёрных» до мая 2010 года. Через несколько дней после этого Дэвид впервые вышел в стартовом составе — соперником «Данди» был «Фалкирк», победивший в поединке 5:1. После этого разгромного поражения подал в отставку наставник «Юнайтед», Крейг Брустер. Крейг Левейн, назначенный на этот пост, не слишком жаловал молодое дарование — в следующие два месяца Гудвилли лишь дважды появился в стартовом составе «оранжево-чёрных», да и то вследствие травм основных форвардов клуба. Зимнее трансферное окно, во время которого «Данди» сделали ещё несколько приобретений в линию атаки, лишь усугубило положение Дэвида.
29 декабря 2007 года руководство «оранжево-чёрных» отдало Гудвилли в 2-месячную аренду в клуб Второго шотландского дивизиона, «Рэйт Роверс», которая затем была продлена до конца сезона 2007/08. Дэвид пришёлся ко двору «бродягам» — за полгода он забил девять мячей в 21 игре.
После возвращения из аренды дела в родном клубе у Гудвилли пошли лучше — он стал чаще появляться на поле и в сезоне 2008/09 сыграл 18 встреч, шесть раз поразив ворота соперников. Следующий футбольный год Дэвид провёл уже в статусе основного форварда «Юнайтед». На старте сезона он забил три мяча в пяти матчах. За своё успешное выступление за «Данди» по итогам футбольного года Гудвилли был назван «Лучшим молодым игроком Премьер-лиги». Сезон «оранжево-чёрные» закончили на мажорной ноте, став обладателями Кубка Шотландии. В финале турнира, который прошёл 15 мая 2010 года на стадионе «Хэмпден Парк», «Данди Юнайтед» обыграли клуб «Росс Каунти» со счётом 3:0, а Гудвилли забил в этом поединке один из мячей.
Сезон 2010/11 форвард начал сверхактивно — за период с 25 сентября по 6 ноября 2010 года в шести подряд матчах Премьер-лиги Дэвид по разу огорчал вратарей оппонентов. Президент «Юнайтед» Стивен Томпсон после этого заявил, что «трансферная цена Гудвилли на данный момент составляет не менее трёх миллионов фунтов». 31 марта 2011 года нападающий подписал с «арабами» новый однолетний контракт. Два дня спустя точный удар Гудвилли принёс «Данди» победу со счётом 3:2 в гостевом матче против «Рейнджерс». 1 апреля Дэвид впервые в своей карьере был удостоен приза «Игрок месяца шотландской Премьер-лиги» за свои отличные выступления в марте. По итогам сезона 2010/11 футболисты Шотландии признали Гудвилли «Молодым игроком года». Той же награды Дэвид удостоился и от журналистов страны.
В межсезонье вокруг Гудвилли разгорелась ожесточённая борьба среди клубов, хотевших заполучить молодого форварда под свои знамёна. 23 июня предложение по Дэвиду сделал представитель второго английского дивизиона — «Кардифф Сити». На следующий день на стол президента «Юнайтед» легли ещё две заявки — в трансфере нападающего заинтересовались глазговский «Рейнджерс» и английский «Блэкберн Роверс», но все эти предложения денежно не устроили руководство «оранжево-чёрных».

### «Блэкберн Роверс»
31 июля 2011 года «Данди Юнайтед» и «Блэкберн Роверс» наконец согласовали цену за Гудвилли — она составила два миллиона фунтов стерлингов плюс ещё 800 тысяч фунтов «арабы» в перспективе могли получить в случае удачных выступлений Дэвида за «бродяг». В тот же день футболист прибыл на «Ивуд Парк» для прохождения медосмотра и согласования личного контракта. Через два дня форвард подписал с «Блэкберном» 4-летнее соглашение о сотрудничестве и, тем самым, официально стал игроком ланкаширского клуба.
13 августа Гудвилли впервые сыграл в официальном матче за «Роверс», выйдя на замену вместо Мортена Педерсена в поединке первого тура чемпионата Англии сезона 2011/12, в котором ланкаширцы встречались с «Вулверхэмптон Уондерерс». Через одиннадцать дней шотландец забил свой первый гол на английской земле, отличившись во встрече Кубка лиги «Блэкберн» — «Шеффилд Уэнсдей». 2 января 2012 года Гудвилли, поразив ворота «Сток Сити», впервые отметился точным результативным ударом в матче английской Премьер-лиги. Тем не менее в той встрече «Роверс» проиграли со счётом 1:2.
Как оказалось впоследствии «Блэкберн» лишь в феврале 2012 года перечислил первую часть суммы трансфера Дэвида в адрес «Данди Юнайтед». После этого шотландский клуб был вынужден обратиться в свою Футбольную ассоциацию с просьбой помочь «арабам» получить от англичан оставшиеся деньги за Гудвилли в размере примерно 250 тысяч фунтов. После этих действий «Роверс» окончательно рассчитался с «Данди» по переходу форварда 1 марта того же года.
В январе 2012 года Гудвилли разразился тремя голами в ворота оппонентов «Блэкберна» — 2 января он поразил цель в поединке со «Сток Сити», через пять дней Дэвид забил мяч «Ньюкасл Юнайтед», наконец 21 января нападающий заставил «капитулировать» голкипера «Эвертона» Тима Ховарда.

### «Кристал Пэлас»
31 августа 2012 года Дэвид по арендному соглашению до января следующего года пополнил ряды клуба «Кристал Пэлас». Единственную игру за «орлов» шотландец провёл 1 сентября, появившись на поле на замену в матче против «Шеффилд Уэнсдей».

### Клубная статистика
| Клуб                       | Сезон                      | Чемпионат | Чемпионат | Кубок | Кубок | Кубок Лиги | Кубок Лиги | Плей-офф Лиги | Плей-офф Лиги | Еврокубки | Еврокубки | Итого | Итого |
| Клуб                       | Сезон                      | Игры      | Голы      | Игры  | Голы  | Игры       | Голы       | Игры          | Голы          | Игры      | Голы      | Игры  | Голы  |
| -------------------------- | -------------------------- | --------- | --------- | ----- | ----- | ---------- | ---------- | ------------- | ------------- | --------- | --------- | ----- | ----- |
| Данди Юнайтед              | 2005/06                    | 10        | 1         | —     | —     | —          | —          | —             | —             | —         | —         | 10    | 1     |
| Данди Юнайтед              | 2006/07                    | 17        | 0         | —     | —     | —          | —          | —             | —             | —         | —         | 17    | 0     |
| Данди Юнайтед              | 2007/08                    | 2         | 0         | —     | —     | —          | —          | —             | —             | —         | —         | 2     | 0     |
| Данди Юнайтед              | 2008/09                    | 16        | 3         | —     | —     | 2          | 3          | —             | —             | —         | —         | 18    | 6     |
| Данди Юнайтед              | 2009/10                    | 33        | 8         | 5     | 4     | 2          | 1          | —             | —             | —         | —         | 40    | 13    |
| Данди Юнайтед              | 2010/11                    | 37        | 17        | 4     | 1     | 2          | 1          | —             | —             | 2         | 0         | 45    | 19    |
| Данди Юнайтед              | 2011/12                    | 1         | 0         | —     | —     | —          | —          | —             | —             | 2         | 1         | 3     | 1     |
| Данди Юнайтед              | 2013/14                    | 19        | 3         | 1     | 0     | 2          | 3          | —             | —             | —         | —         | 22    | 6     |
| Всего за «Данди Юнайтед»   | Всего за «Данди Юнайтед»   | 135       | 32        | 10    | 5     | 8          | 8          | 0             | 0             | 4         | 1         | 157   | 46    |
| Рэйт Роверс                | 2007/08                    | 21        | 9         | —     | —     | —          | —          | 2             | 0             | —         | —         | 23    | 9     |
| Всего за «Рэйт Роверс»     | Всего за «Рэйт Роверс»     | 21        | 9         | 0     | 0     | 0          | 0          | 2             | 0             | 0         | 0         | 23    | 9     |
| Блэкберн Роверс            | 2011/12                    | 20        | 2         | 1     | 1     | 3          | 1          | —             | —             | —         | —         | 24    | 4     |
| Блэкберн Роверс            | 2012/13                    | 8         | 0         | 1     | 0     | 1          | 1          | —             | —             | —         | —         | 10    | 1     |
| Всего за «Блэкберн Роверс» | Всего за «Блэкберн Роверс» | 28        | 2         | 2     | 1     | 4          | 2          | 0             | 0             | 0         | 0         | 34    | 5     |
| Кристал Пэлас              | 2012/13                    | 1         | 0         | —     | —     | —          | —          | —             | —             | —         | —         | 1     | 0     |
| Всего за «Кристал Пэлас»   | Всего за «Кристал Пэлас»   | 1         | 0         | 0     | 0     | 0          | 0          | 0             | 0             | 0         | 0         | 1     | 0     |
| Блэкпул                    | 2013/14                    | 13        | 3         | —     | —     | —          | —          | —             | —             | —         | —         | 13    | 3     |
| Всего за «Блэкпул»         | Всего за «Блэкпул»         | 13        | 3         | 0     | 0     | 0          | 0          | 0             | 0             | 0         | 0         | 13    | 3     |
| Абердин                    | 2014/15                    | 26        | 6         | 1     | 0     | 2          | 0          | —             | —             | 4         | 0         | 33    | 6     |
| Всего за «Абердин»         | Всего за «Абердин»         | 26        | 6         | 1     | 0     | 2          | 0          | 0             | 0             | 4         | 0         | 33    | 6     |
| Всего за карьеру           | Всего за карьеру           | 224       | 52        | 13    | 6     | 14         | 10         | 2             | 0             | 8         | 1         | 261   | 69    |

(откорректировано по состоянию на 1 марта 2015)

## Сборная Шотландии
С 2004 года Гудвилли выступает за различные молодёжные сборные Шотландии. С 2008 по 2010 год являлся игроком команды для футболистов 21-летнего возраста, в составе которой он дебютировал 18 ноября 2008 года в поединке со сверстниками из Северной Ирландии.
11 ноября 2010 года Дэвид впервые в своей карьере был удостоен вызова в первую сборную страны на товарищеский матч против Фарерских островов. В той же игре он и дебютировал за национальную команду, появившись на поле на замену вместо Криса Коммонса. 11 октября следующего года Гудвилли забил первый гол за первую команду Шотландии, реализовав пенальти в отборочной встрече к чемпионату Европы 2012 со сборной Испании.
Между этими двумя событиями международная карьера Дэвида была приостановлена — это случилось летом 2011 года: Шотландская футбольная ассоциация отстранила футболиста от выступлений за сборную, после того, как он попал под следствие по обвинению в сексуальном насилии. Но дело было прекращено из-за недостаточностью доказательной базы. После этого наставник «тартановой армии» Крейг Левейн объявил, что он готов вновь призвать Гудвилли под знамёна сборной.

### Матчи и голы за сборную Шотландии
| № | Дата            | Место                                | Оппонент          | Счёт | Голы | Соревнование                                      |
| 1 | 16 ноября 2010  | «Питтодри», Абердин, Шотландия       | Фарерские острова | 3:0  | —    | Товарищеский матч                                 |
| 2 | 6 сентября 2011 | «Хэмпден Парк», Глазго, Шотландия    | Литва             | 1:0  | —    | Отборочный матч чемпионата Европы по футболу 2012 |
| 3 | 11 октября 2011 | «Хосе Рико Перес», Аликанте, Испания | Испания           | 1:3  | 1    | Отборочный матч чемпионата Европы по футболу 2012 |

Итого: 3 матча / 1 гол; 2 победы, 0 ничьих, 1 поражение.
(откорректировано по состоянию на 11 октября 2011)

### Сводная статистика игр/голов за сборную
| Сборная          | Год              | Отборочные матчи ЧМ | Отборочные матчи ЧМ | Финальные матчи ЧМ | Финальные матчи ЧМ | Отборочные матчи ЧЕ | Отборочные матчи ЧЕ | Финальные матчи ЧЕ | Финальные матчи ЧЕ | Товарищеские матчи | Товарищеские матчи | Итого | Итого |
| Сборная          | Год              | Игры                | Голы                | Игры               | Голы               | Игры                | Голы                | Игры               | Голы               | Игры               | Голы               | Игры  | Голы  |
| ---------------- | ---------------- | ------------------- | ------------------- | ------------------ | ------------------ | ------------------- | ------------------- | ------------------ | ------------------ | ------------------ | ------------------ | ----- | ----- |
| Шотландия        | 2010             | —                   | —                   | —                  | —                  | —                   | —                   | —                  | —                  | 1                  | 0                  | 1     | 0     |
| Шотландия        | 2011             | —                   | —                   | —                  | —                  | 2                   | 1                   | —                  | —                  | —                  | —                  | 2     | 1     |
| Всего за карьеру | Всего за карьеру | 0                   | 0                   | 0                  | 0                  | 2                   | 1                   | 0                  | 0                  | 1                  | 0                  | 3     | 1     |

(откорректировано по состоянию на 11 октября 2011)

## Достижения

### Командные достижения
«Данди Юнайтед»
- Обладатель Кубка Шотландии: 2009/10

### Личные достижения
- Лучший молодой игрок сезона Премьер-лиги: 2009/10
- Игрок месяца шотландской Премьер-лиги: март 2011
- Молодой игрок года по версии футболистов Профессиональной футбольной ассоциации Шотландии: 2011
- Молодой игрок года по версии Шотландской ассоциации футбольных журналистов: 2011

## Личная жизнь

### Скандалы
В июне 2008 года Гудвилли, во время отдыха со своими друзьями в одном из ночных клубов Стерлинга, повздорил с другим посетителем увеселительного заведения, в результате чего разгорелась массовая драка. Прибывшая полиция арестовала зачинщиков и после разбирательства оштрафовала каждого на 250 фунтов.
В сентябре 2009 года Дэвид вновь «отличился», избив до бессознательного состояния швейцара ночного клуба в Стерлинге. Два месяца спустя суд вынес постановление — оштрафовать футболиста на 200 фунтов.
На этом Гудвилли не остановился — 25 апреля 2010 года Дэвид был изгнан из бара «Lowdown», после того, как служба безопасности питейного заведения застала форварда в туалете с девушкой. 3 ноября того же года футболист был задержан полицией в центре Глазго по претензии в нарушении общественного порядка. Проведя в участке сутки, Дэвид был отпущен без предъявления официального обвинения. Крайний инцидент настолько разозлил наставника «Данди Юнайтед» Питера Хьюстона, что он посадил строптивого Гудвилли под домашний арест. Но в следующем году Дэвид продолжил свои «подвиги» — в апреле он был признан виновным в развязывании массовой драки в ночном клубе города Глазго в ноябре 2010 года. Гудвилли были назначены 80-часовые исправительные работы, также на него был наложен годичный испытательный срок.

### Интересы
В свободное время Дэвид любит играть в видеоигры, смотреть фильмы и слушать музыку. Любимые музыкальные группы Гудвилли — «Slipknot», «Korn» и «Marilyn Manson», любимый киноактёр — Уилл Феррелл, любимый футболист — Алли Маккойст.